# Julian Krüper
Julian Krüper (* 1974 in Emsdetten) ist ein deutscher Rechtswissenschaftler und Hochschullehrer an der Ruhr-Universität Bochum.

## Leben
Krüper studierte nach dem Abitur am Gymnasium Martinum Emsdetten ab 1994 Rechtswissenschaften an der Universität Trier. Dort legte er 1999 sein Erstes Juristisches Staatsexamen ab. Sein Zweites Staatsexamen legte er nach dem Referendariat 2001 am Landgericht Trier ab. Danach war Krüper als wissenschaftlicher Mitarbeiter von Martin Morlok an der Universität Düsseldorf tätig, wo er gleichzeitig an seiner Promotion arbeitete. Parallel dazu studierte Krüper ab 2003 Musik im Fach „künstlerische Ausbildung Gesang/Musiktheater“ an der Staatlichen Hochschule für Musik Köln und der Folkwang Universität der Künste in Essen, an der er 2010 sein Studium mit dem Diplom abschloss. 2006 wurde Krüper in Düsseldorf mit einer Arbeit zum Thema „Gemeinwohl im Prozess: Funktionale subjektive Rechte auf Umweltvorsorge“ promoviert und im folgenden Jahr zum Akademischen Rat ernannt.
Im Sommersemester 2012 habilitierte sich Krüper in Düsseldorf mit einer verfassungstheoretischen Arbeit zum Thema „Verfassung als Homogenitätsordnung“ und erhielt die venia legendi für die Fächer Öffentliches Recht, Verfassungsgeschichte, Verfassungstheorie und Rechtssoziologie. Noch im selben Semester vertrat er den Lehrstuhl seines akademischen Lehrers Martin Morlok in Düsseldorf. Nach der Vertretung von Lehrstühlen an den Universitäten Freiburg und Bochum ist Krüper seit dem Wintersemester 2013/14 Inhaber der Professur und nach einem Ruf an die Universität Bayreuth 2018 des Lehrstuhls für Öffentliches Recht, Verfassungstheorie und interdisziplinäre Rechtsforschung an der Universität Bochum. Von 2019 bis 2024 war er geschäftsführender Direktor des Instituts für Glücksspiel und Gesellschaft, einer drittmittelgeförderten interdisziplinären Forschungseinrichtung der Universitäten Bochum, Düsseldorf und Wuppertal. Einen Ruf an die FernUniversität Hagen lehnte er 2024 ab. 
Krüper ist Mitglied der Vereinigung für Verfassungsgeschichte und Gründungs- und Mitherausgeber der „Zeitschrift für Didaktik der Rechtswissenschaft“ und Herausgeber der „Zeitschrift für das juristische Studium“, deren geschäftsführender Herausgeber er bis 2021 war. Seit 2024 ist er Gründungsvorsitzender der „Gesellschaft für Didaktik der Rechtswissenschaft“. Der Deutsche Juristentag hat ihn für 2026 mit einem Gutachten zur Reform der Juristenausbildung beauftragt.
Schwerpunkte seiner Forschung liegen im Bereich des Organisationsverfassungsrechts und ausgewählter Grundrechte, der rechtsstaatlichen Regulierung des Glücksspiels, der Verfassungstheorie und der juristischen Fachdidaktik.

## Veröffentlichungen (Auswahl)
- Gemeinwohl im Prozess – Funktionale subjektive Rechte auf Umweltvorsorge. Duncker & Humblot, Berlin 2009, ISBN 978-3-428-12451-0. (zugleich Dissertation).
- Verfassung als Homogenitätsordnung. [bislang ungedruckt], Düsseldorf 2012. (zugleich Habilitationsschrift).
- (Hrsg.) Die Organisation des Verfassungsstaats – Festschrift für Martin Morlok, Mohr Siebeck, Tübingen 2018.
- (Hrsg.) Rechtswissenschaft lehren – Handbuch der juristischen Fachdidaktik, Mohr Siebeck, Tübingen 2022.
- Mitherausgeber Handbuch Glücksspielregulierung, Mohr Siebeck, Tübingen 2025.
- Mitherausgeber der Reihe „Beiträge zum Organisationsverfassungsrecht“, Mohr Siebeck, Tübingen.
- Mitherausgeber der Reihe „Spiel und Recht“, Mohr Siebeck, Tübingen.
- Mitherausgeber der Reihe „Verfassungstheoretische Gespräche“, Duncker & Humblot, Berlin.